# Silvije Strahimir Kranjčević

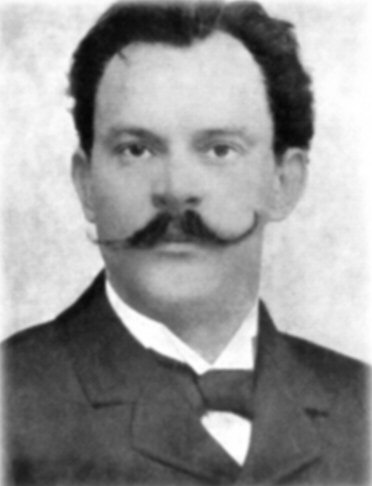
Silvije Strahimir Kranjčević

Silvije Strahimir Kranjčević (Senj, 17 februari 1865 - Sarajevo, 29 oktober 1908) was een Kroatisch dichter.
Kranjčević studeerde om leraar te worden en haalde hiervoor in 1886 zijn examen. Hij kon echter geen baan krijgen in Kroatië, daarom week hij uit naar Bosnië en Herzegovina, toentertijd bezet door Oostenrijk-Hongarije. Hij werkte in Mostar, Livno, Bijeljina en Sarajevo, waar hij stierf.
Zijn gedichten zijn belang omdat er een verschuiving van de romantische en nationalistische naar internationale thema's in de Kroatische literatuur in te zien is. Kranjčević uitte in zijn gedichten zijn bedroefdheid over sociale en andere ongerechtigheden in de wereld. Hij stond ook bekend als antiklerikaal.
- Bibsys: 90273731
- Bibliothèque nationale de France: cb12967128k (data)
- CiNii: DA13148128
- Gemeinsame Normdatei: 118986694
- International Standard Name Identifier: 0000 0001 0885 3196
- Library of Congress Control Number: n85052520
- Nationale Bibliotheek van Tsjechië: jn19990210353
- Nationale Bibliotheek van Israël: 987011426256005171
- Nationale en Universitaire bibliotheek Zagreb: 000100132
- Nederlandse Thesaurus van Auteursnamen: 068094345
- Réseau des bibliothèques de Suisse occidentale: 02-A011276809
- Istituto Centrale per il Catalogo Unico: RMSV027569
- Système universitaire de documentation: 035308850
- Virtual International Authority File: 32129793
- WorldCat: E39PBJhd6Vrb94ywQDCYjMyjmd